# نشاط جهانداری
نشاط جهانداری (متولد آبان ماه ۱۳۶۸) خلبان زن ایرانی است.

## شهرت
جهانداری پس از انجام اولین پرواز مستقل و دریافت نشان کاپیتانی، به شهرت رسید. او سردوشی کاپیتانی را طی مراسمی از حسن شکرآبی دریافت کرد و به این واسطه، به‌عنوان خلبان اول در شرکت هواپیمایی زاگرس چک شد. این امر موجب شهرت وی شد. معاون رئیس‌جمهور معصومه ابتکار در سخنرانی خود به کاپیتان شدن نشاط جهانداری واکنش نشان داد.
علت دیگر شهرت او آن است که برای نخستین بار در ایران، کاپیتان پروازی تجاری بود که هر دو خلبان آن زن بودند. این پرواز در ۲۲ مهر ۹۸ انجام شد و دو قسمت داشت. پرواز اول: ۴۰۴۱ تهران-مشهد، ۱۶۰ نفر مسافر، وزن هواپیما ۶۲٫۱۴ تن، ارتفاع پروازی ۱۰٬۰۶۰ متر. پرواز دوم: ۴۰۴۰ مشهد-تهران، ۱۷۱ نفر مسافر، وزن هواپیما ۶۳٫۰۴ تن، ارتفاع پروازی ۸٬۵۳۶ متر

## پیشه
کار او با شرکت هواپیمایی زاگرس در سال ۸۹ در حیطه ایمنی پرواز و بازخوانی داده‌های اطلاعاتی پرواز (Flight Data Monitoring) شروع شد. حدود ۳ سال و نیم بعد که شرکت نیازمند نیروی خلبان بود، آزمون داد و با رتبه ممتاز قبول شد. آموزش‌های اولیه‌اش را در ایران و در سن ۱۷ سالگی در رشته خلبانی شروع کرد. در دانشگاه هم تا مقطع لیسانس در رشته مهندسی فن آوری هوانوردی خلبانی (Aviation Flight Engineer Technology) مشغول به تحصیل شد. به خاطر علاقه شدید به این رشته بعد از اخذ کلیه مدارک گواهینامه خلبانی مانند «گواهینامه خلبانی بازرگانی» (commercial pilot license) و «پرواز بدون دید در شب» (Instrument rating)، مدرک دیسپچ را نیز دریافت کرد و کار در قسمت دیسپچ پروازی (flight dispatcher) — که کار هماهنگی خلبانان قبل از پرواز و همهٔ اطلاعاتی را که هر خلبان برای انجام پرواز نیاز دارد — از دیگر همکاری‌های او با شرکت هواپیمایی زاگرس بود. مراسم کاپیتانی جهانداری که نزدیک به ۵ سال به عنوان خلبان دوم پرواز می‌کرد، در واپسین روزهای تیرماه برگزار شد و این خلبان بیست‌ونه ساله چهارمین خط سردوشی که نشان «کاپیتانی» است را دریافت کرد و نخستین پرواز مستقل خود را انجام داد. بنا بر گزارش‌ها، در حال حاضر حدود پنجاه خلبان در شرکت‌های هواپیمایی فعالیت می‌کنند اما از این میان تنها تعداد دو نفر «کاپیتان» شده و اجازه هدایت کامل هواپیماهای مسافربری را دارند.
معاون رئیس‌جمهوری در امور زنان و خانواده با اشاره به اینکه دریافت نشان کاپیتانی خانم نشاط جهانداری هم از همان موارد و اتفاق‌های خوب و الگوسازی است، خاطرنشان کرد: گرفتار کلیشه‌های ذهنی هستیم مبنی بر اینکه زنان اگر قرار است شاغل باشند باید خود را محدود به حوزه‌های سنتی درون خانگی کنند و انتشار این گونه اخبار، می‌تواند بسیاری کلیشه‌های ذهنی را تغییر دهد. خبر اعطای درجه کاپیتانی به «نشاط جهانداری» که به تازگی مفتخر به دریافت امتیاز رتبه چهار شده و به عنوان دومین بانوی کاپیتان ایرانی، نخستین پرواز مستقل خود را انجام داده است، انگشت حیرت و لبخند رضایت بر لبان عموم مردم نشانده است.
موج دیگر شهرت او پس از اینکه در یک اتفاق تاریخی برای نخستین بار در صنعت هواپیمایی ایران، کاپیتانی هدایت هواپیما با دو خلبان زن را به عهده داشت، شکل گرفت.

## حضور در شبکه های تلویزیونی
- شبکه نسیم - دورهمی - مهران مدیری
- شبکه یک - اخبار ساعت ۱۴ [۱۰]
- شبکه یک - اخبار ساعت ۱۴
- شبکه پنج - یه روز تازه  - به همراه همسرش
- شبکه سه - برنامه اتفاق (برنامه تلویزیونی) - رضا رشیدپور - به همراه همسرش [۱۱]
- شبکه دو - برنامه شبگرد
- رادیو تهران